# Гарольд і Мод
«Гарольд і Мод» (англ. Harold and Maude) — культова чорна антивоєнна кінокомедія американського режисера Гела Ешбі 1971 року за однойменною п'єсою Коліна Гіггінса.

## Сюжет
Гарольд Чейзен — син заможної жінки. Мати не сприймає сина самостійною особистістю, воліючи бачити в ньому створений нею образ. Гарольд, страждаючи від самотності, відкриває для себе, мабуть, єдиний спосіб хоч якось привернути увагу матері — інсценування самогубств. Надалі це перетворилося на улюблене хобі — Гарольд здійснює постановку безлічі найрізноманітніших самогубств.
Ще одне захоплення Гарольда — похорони. Він намагається не пропускати жодного похорону у своєму місті, приїжджаючи туди на великому чорному катафалку.
На одних похоронах він знайомиться з 80-річною Мод, антивоєнною, екологічною активісткою, мисткинею та дослідницею, захопленою життям у всіх його проявах настільки ж, наскільки Гарольд захоплений смертю. Разом вони проходять через цілу серію незвичайних пригод, в результаті чого Мод вдається розібратися нарешті в житті Гарольда, що дотепер не вдавалося навіть найкращому психоаналітику. Мод стає найближчою для Гарольда людиною — він у неї закохується. У ніч освідчення в коханні він бачить на її руці номер концентраційного табору. Попри різницю у віці, Гарольд і Мод проводять ніч разом, після чого він пропонує їй руку і серце. Однак Гарольд не знає, що Мод вже ухвалила рішення — піти з життя свідомо, поки її тіло остаточно не скувала старість.

## У ролях
- Рут Гордон — Мод
- Бад Корт[en] — Гарольд Паркер Чейзен
- Вівіан Піклз — Місис Чейзен
- Сіріл Кьюсак[en] — Глаукус
- Чарльз Тайнер — дядько Віктор
- Еллен Гір — Саншайн Дорі
- Том Скеррітт — офіцер поліції

## Призи та нагороди
- Номінація «Найбільш багатообіцяльний дебютант, який виконав головну роль» (Бад Корт[en]), Британська академія телебачення та кіномистецтва, 1973 рік
- Номінація «За найкращу жіночу роль — комедія або мюзикл» (Рут Гордон), Золотий глобус, 1972 рік
- Номінація «За найкращу чоловічу роль — комедія або мюзикл» (Бад Корт[en]), Золотий глобус, 1972 рік
- 9-те місце в списку «10 найкращих романтичних комедій» за версією AFI
- 45-те місце в списку «100 найсмішніших американських фільмів за 100 років» за версією AFI
- 69-те місце в списку «100 найкращих американських фільмів про кохання за 100 років» за версією AFI
- 89-те місце в списку «100 найбільш надихаючих американських фільмів за 100 років» за версією AFI